# Товстодубове
Товстоду́бове — село в Україні, в Есманьській селищній громаді Шосткинського району Сумської області. Населення становить 133 осіб. До 2020 орган місцевого самоврядування — Бачівська сільська рада.
Після ліквідації Глухівського району 19 липня 2020 року село увійшло до Шосткинського району.

## Географія
Село Товстодубове розташоване на правому березі річки Локня, вище за течією на відстані 4 км розташоване село Кругла Поляна (Брянська область). Нижче за течією на відстані 3 км розташоване село Мала Слобідка, на протилежному березі — село Бачівськ, за 2,5 км — колишнє село Широке.
По селу тече струмок, що пересихає із заґатою.
Поруч пролягає автомобільний шлях М02 (E101).
На відстані 2.5 км пролягає кордон з Росією.

## Історія
Біля села віднайдено 2 городища давньоруських часів.
1767р зазначено містом у Подвірний перепис жителів Шаповалівської сотні Ніжинського полку
12 червня 2020 року, відповідно до розпорядження Кабінету Міністрів України № 723-р «Про визначення адміністративних центрів та затвердження територій територіальних громад Сумської області», село увійшло до складу Есманьської селищної громади.
19 липня 2020 року, в результаті адміністративно-територіальної реформи та ліквідації Глухівського району, село увійшло до складу новоутвореного Шосткинського району.
Із території Російської Федерації ворог увечері 13 травня 2022 року обстріляв некерованими авіаційними ракетами околицю села Товстодубове колишньої Бачівської сільської ради, повідомили в Державній прикордонній службі України. Військовослужбовці ДПСУ зафіксували 5 розривів. Після обстеження місця влучання прикордонники з'ясували, що вогонь вівся некерованими авіаційними ракетами. Їх фрагменти виявили на землі. Постраждалих внаслідок обстрілу не було.

## Населення

### Мова
Розподіл населення за рідною мовою за даними перепису 2001 року:
| Мова       | Кількість | Відсоток |
| ---------- | --------- | -------- |
| українська | 130       | 97.74%   |
| російська  | 3         | 2.26%    |
| Усього     | 133       | 100%     |